# Gornji Bogićevci
Gornji Bogićevci (1991-ig Gornji Bogičevci) falu és község Horvátországban, Bród-Szávamente megyében. 

## Fekvése
Bródtól légvonalban 61, közúton 75 km-re nyugatra, Pozsegától légvonalban 35, közúton 43 km-re délnyugatra, a Psunj-hegység déli lejtői alatt, a Száva völgyétől északra fekvő teraszon, az Okucsányról Újgradiskára menő út és a Starča-patak mentén Kosovac és Srmtić között fekszik. 

## A község települései
A községhez Dubovac, Gornji Bogićevci, Kosovac, Ratkovac, Smrtić és Trnava települések tartoznak.

## Története
A mai Gornji Bogićevci délkeleti határában feküdtek a középkorban Sztárcsa és Tornova („Ztharcha et Thornowa”) királyi birtokok, melyek 1328-ban birtokcserével a túrmezei csicsáni birtokért cserébe kerültek a johanniták birtokába. A területtől nyugatra fekvő lesznicai és racessai birtokok már 1312 óta a rend birtokában voltak. Így egy hatalmas területű, egységes birtok jött létre, mely nagy jövedelmet biztosított a rend számára. Sztárcsa és Tornova megszerzése után az utóbbi birtokon a rend elkezdte építeni Szent János várát („castrum sancti Johannis”), melyet már 1361-ben említenek a rend priorjának egyik oklevelében. Amikor 1403-ban az akkori prior Bebek Imre fellázadt a királyi hatalom ellen Zsigmond híve Maróthy János macsói bán erővel foglalta el a várat és elűzte onnan a johannitákat, akik Boszniába menekültek. A várat valószínűleg lerombolták a király hívei, mivel ezután már nem említik. Tornova birtoka ezután is a rend kezében maradt egészen a középkor végéig, mint ahogyan 1495-ben és 1507-ben is említik. A nevet a pataknév és az Okucsány és Újgradiska között fekvő Trnava falu neve őrizte meg az utókor számára.
A török 1536 és 1544 között foglalta el ezt a területet. Az első megbízható források Bogićevci létezéséről a 17. századból az egyházlátogatások irataiból származnak. Neve is a johanniták egykori várával kapcsolatos. A térség 1687-ben szabadult fel a török uralom alól. A török uralom alól felszabadított szlavóniai települések 1698-as összeírásában hajdúfaluként „Bogievczy” néven 38 portával szerepel.  1750-ben felépítették Újgradiska várát, melynek főépítésze Philip Lewin Beck báró itt, Bogićevcin lakott. Egykor az az utca ahol lakott az ő nevét viselte. 1769-ben Mária Terézia elrendelte a Zágráb-Vinkovci-Zimony főút megépítését, mely után a falu lakossága is az út mellé települt át. Ekkor létesültek a falu első utcái a Novi kraj és a Filipovac. 
Az első katonai felmérés térképén „Dorf Ober Bogichevczi” néven található. Lipszky János 1808-ban Budán kiadott repertóriumában „Bogichevcze (Gornye)” néven szerepel.  
Nagy Lajos 1829-ben kiadott művében „Bogichevczi (Gorne)” néven 87 házzal, 462 katolikus vallású lakossal találjuk.  A gradiskai határőrezredhez tartozott, majd a katonai közigazgatás megszüntetése után Pozsega vármegyéhez csatolták. Plébániáját 1789-ben alapították, a plébániatemplom 1830-ban épült. 
1857-ben 412, 1910-ben 641 lakosa volt. Az 1910-es népszámlálás szerint lakosságának 84%-a horvát, 4%-a cseh, 3%-a olasz, 2%-a szerb anyanyelvű volt. Pozsega vármegye Újgradiskai járásának része volt. Az első világháború után 1918-ban az új szerb-horvát-szlovén állam, majd később (1929-ben) Jugoszlávia része lett. 
1991-től a független Horvátországhoz tartozik. 1991-ben lakosságának 86%-a horvát, 8%-a szerb nemzetiségű volt. A délszláv háború során a település már a háború elején 1991 tavaszán szerb ellenőrzés alá került. A horvát lakosságot elűzték. A szerbek a falut teljesen kifosztották és lerombolták, földig rombolták a plébániatemplomot is. 1995. május 2-án a „Bljesak-95” hadművelet második napján foglalta vissza a horvát hadsereg. A szerb lakosság legnagyobb része elmenekült. A háború után mindent újjá kellett építeni, a templomot a régi helyén építették újjá. 2011-ben a településnek 699, a községnek összesen 1975 lakosa volt. 

## Lakossága
| Lakosság változása | Lakosság változása | Lakosság változása | Lakosság változása | Lakosság változása | Lakosság változása | Lakosság változása | Lakosság változása | Lakosság változása | Lakosság változása | Lakosság változása | Lakosság változása | Lakosság változása | Lakosság változása | Lakosság változása | Lakosság változása | Lakosság változása |
| ------------------ | ------------------ | ------------------ | ------------------ | ------------------ | ------------------ | ------------------ | ------------------ | ------------------ | ------------------ | ------------------ | ------------------ | ------------------ | ------------------ | ------------------ | ------------------ | ------------------ |
| 1857               | 1869               | 1880               | 1890               | 1900               | 1910               | 1921               | 1931               | 1948               | 1953               | 1961               | 1971               | 1981               | 1991               | 2001               | 2011               | 2021               |
| 412                | 481                | 436                | 556                | 577                | 641                | 726                | 814                | 834                | 824                | 912                | 916                | 893                | 881                | 764                | 699                | 1428               |

## Gazdaság
„Brezina” ipari övezet.

## Nevezetességei
A falutól délkeletre a ma Varošinának nevezett mezőn találhatók a johanniták Szent János várának maradványai. A helyet a népnyelv ma „Bedem”nek nevezi, amely várfalat jelent. A hely jól látható nagyméretű kettős sáncával, árkával és védőfalaival ma is vonzza a régészeket, akik szakszerű régészeti feltárást is végeztek itt. Maga a vár az egyszerű, kisméretű középkori castrumok közé tartozik. Központi része egy 55-ször 75 méteres területen fekszik, míg az egész ovális alakú erődítmény átmérője 250 méter. Az ásatások során sok későközépkori cseréptöredék került itt elő. A szóbeli hagyományok, régészeti maradványok, történeti logika és bizonyos utalások szerint a régi Bogićevci falu valószínűleg a közelében épült. Ma a várhoz a faluból délkeletre vezető makadámúton, a vasútvonalon keresztül lehet eljutni. 
A Szentlélek tiszteletére szentelt római katolikus plébániatemploma 1829 és 1831 között épült. Egyhajós épület ovális apszissal és a szentély nyugati oldalán épített sekrestyével.  Hosszúsága 22,5 méter, szélessége 11,5 méter. A homlokzat felett emelkedő harangtorony 25 méter magas. 1916-ig a Szentléleknek szentelt főoltár, valamint a Szűz Máriának, Alexandriai Szent Katalinnak és Szent Donátnak szentelt mellékoltárok voltak a templomban. Valamennyi Ignac Berger neutischeni mester munkája a 19. század első feléből. A templom új berendezését Tirolból hozatták 1909-ben. Értékei miatt kulturális műemlékké nyilvánították. 1991 őszén a templomot a JNA és a Krajinai Szerb Köztársaság katonái a földig rombolták. A háború után a templomot a régi helyén építették újjá. Az eredeti berendezésből három oltárt még 1936-ban a zágrábi egyházmegyei múzeumba vittek. A Szentlélek oltárkép később a zágrábi székesegyház sekrestyéjébe, a Szent Katalin és a Szűz Mária oltárkép pedig az érseki palotába került, ma is ott láthatók.
A honvédő háború eseményeinek emlékére egy kereszttel díszített emlékművet állítottak fel az önkormányzat központjában, amely a szülőföldért elhunyt horvát harcosok szenvedését szimbolizálja. Az előtérben az emlékmű talapzatán a Bogojević háborúban meggyilkolt védőinek neve, valamint a második világháborúban meghalt horvát hazafiak nevei vannak, függetlenül attól, hogy melyik oldalon ölték meg őket. A temető közepén egy nagy fémkereszt állítottak fel Gornji Bogićevci lakóinak szenvedéseire emlékeztetve. Az első horvát elnöknek, Franjo Tudjmannak a helyi téren Bogicevciben mellszobrot állítottak fel, elismerésül a modern horvát állam létrehozásában való hozzájárulásáért.

## Kultúra
- „Grigor Vitez” könyvtár és olvasóterem
- KUD „Starča” Gornji Bogićevci kulturális és művészeti egyesület

## Oktatás
Az iskola mai épületét 1997-ben a háború után kezdték építeni, mivel a régi iskolát a háborúban a szerbek lerombolták. A munkát 2001. szeptember 10-én kezdték meg az intézményben 42 tanulóval két vegyes osztállyal. Ma az okucsányi iskola területi iskolájaként négy alsó tagozatos osztállyal működik. A felsősök Okucsányra járnak iskolába.

## Sport
- Az NK Sloboda Gornji Bogićevci labdarúgóklubot 1973-ban alapították.
- Asztalitenisz klub.

## Egyesületek
- DVD Gornji Bogićevci tűzoltóegylet
- „Lan” nőegylet